# ミネイロンの惨劇
ミネイロンの惨劇（英: Agony of Mineirão、独: Fußball-WM-Halbfinale Brasilien – Deutschland 2014）またはミネイラッソ （葡: Mineiraço、西: Mineirazo）は、2014年7月8日にブラジル・ベロオリゾンテのエスタジオ・ゴベルナドール・マガリャンイス・ピント（通称ミネイロン）で行われた2014FIFAワールドカップ・ブラジル大会の準決勝、ブラジル対ドイツの試合でこの大会の開催国であったブラジルがドイツに1-7の惨敗を喫したことを指す通称である。「ミネイラッソ」の呼び名は、ブラジル初の母国開催となった1950 FIFAワールドカップ決勝トーナメントでウルグアイに敗れ優勝を逃した「マラカナンの悲劇」（マラカナッソ）にちなんでいる。

## 呼称について
日本語記事における「ミネイロンの惨劇」とはブラジル代表が大敗したという趣旨で使われており、一例をあげれば読売新聞の記事でも「ドイツ代表が大勝した」という趣旨では書かれていない。
参考にWikipediaの外国語記事（当事国と国連公用語とする）は以下のようになっている。
| 外国語           | 原題                                                                   | 邦訳                                         |
| ---------------- | ---------------------------------------------------------------------- | -------------------------------------------- |
| 英語             | Brazil v Germany (2014 FIFA World Cup)                                 | ブラジル対ドイツ（2014FIFAワールドカップ）   |
| ポルトガル語     | Brasil 1–7 Alemanha (2014)                                             | ブラジル 1-7 ドイツ（2014年）                |
| ドイツ語         | Fußball-WM-Halbfinale Brasilien – Deutschland 2014                     | 2014年サッカーW杯準決勝ブラジル-ドイツ       |
| フランス語       | Match de football Brésil – Allemagne (2014)                            | サッカーの試合 ブラジル-ドイツ（2014年）     |
| スペイン語       | Semifinal de la Copa Mundial de Fútbol de 2014 entre Brasil y Alemania | 2014年ワールドカップ準決勝、ブラジル対ドイツ |
| 中国語（簡体字） | 巴西对德国 (2014年国际足联世界杯)                                      | ブラジル対ドイツ (2014 FIFA ワールドカップ)  |
| ロシア語         | Футбольный матч Бразилия — Германия (2014)                             | サッカーの試合 ブラジル - ドイツ (2014年)    |
| アラビア語       | البرازيل 1–7 ألمانيا                                                   | ブラジル 1 – 7 ドイツ                        |

## 試合までの流れ

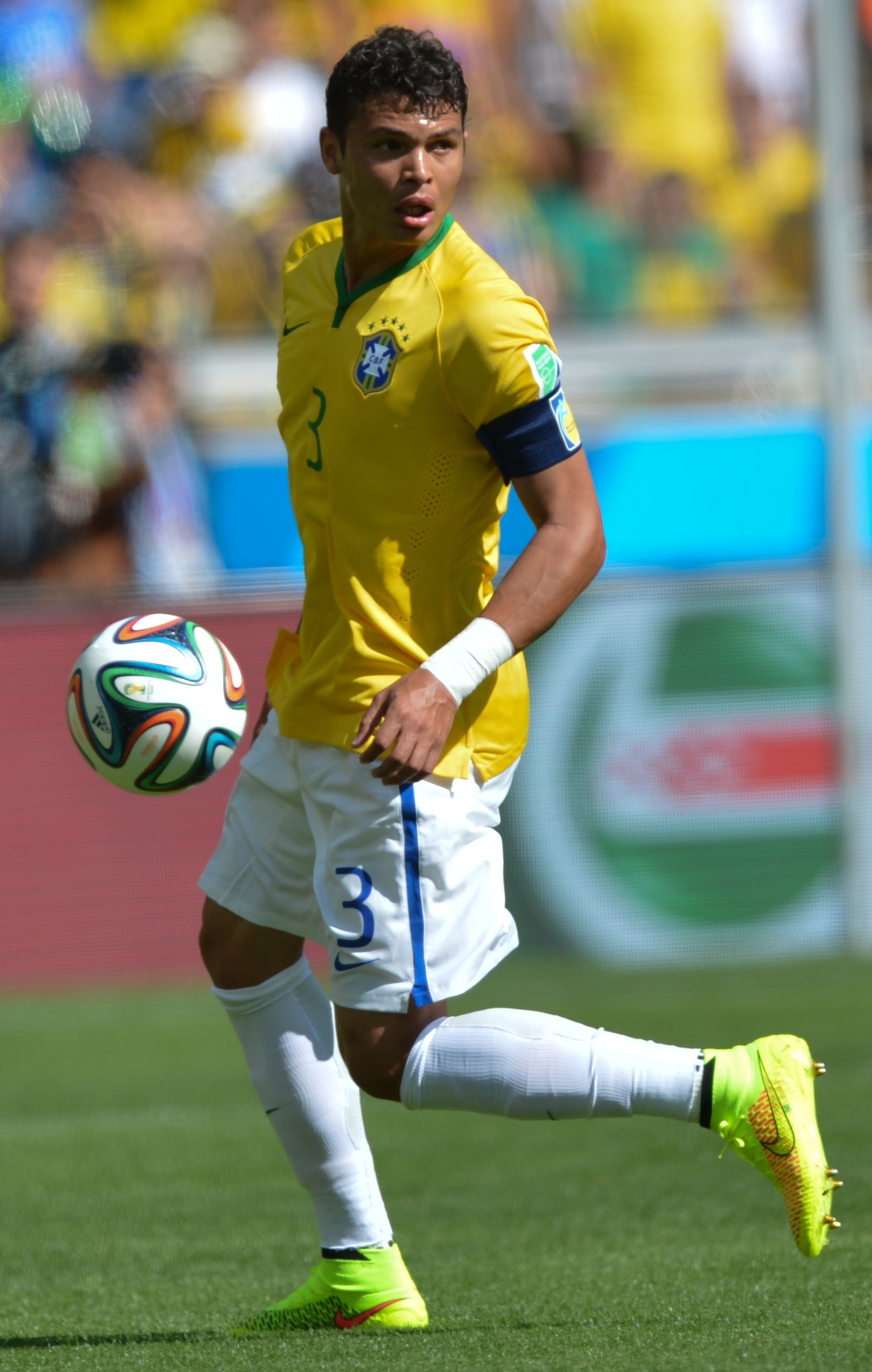
チリ戦でのチアゴ・シウヴァ

ブラジルで開催のFIFAワールドカップは1950年大会以来、2回目で、ブラジル代表はこれまでに5回の優勝を飾っている。ドイツ代表は西ドイツ時代に3回優勝しているが、東西統一後は24年間優勝していない。ブラジルが準決勝に進むのは2002年大会以来のことで、その時はドイツを破って優勝を果たした。他方、ドイツは大会新記録となる4大会連続の準決勝進出であった。

それぞれの準決勝までの道のりを見ると、ブラジルはクロアチア、メキシコ、カメルーンと同組のグループAに入り、2勝1分けの1位で突破を決めた。決勝トーナメントは一回戦のチリにPK戦の末に勝利し、準々決勝ではコロンビアに2－1で勝利した。一方のドイツはポルトガル、ガーナ、アメリカと同組のグループGに入り、同じく2勝1分けの1位で突破を決めた。決勝トーナメントは一回戦のアルジェリアと対戦して延長戦の末に2－1で勝利し、準々決勝ではフランスに1－0で勝利した。ブラジル、ドイツの両チームはこれまでに21回対戦していたが、ワールドカップでの対戦は史上2回目で2002年大会決勝以来のことで、そのときはロナウドの2得点でブラジルが勝利している。

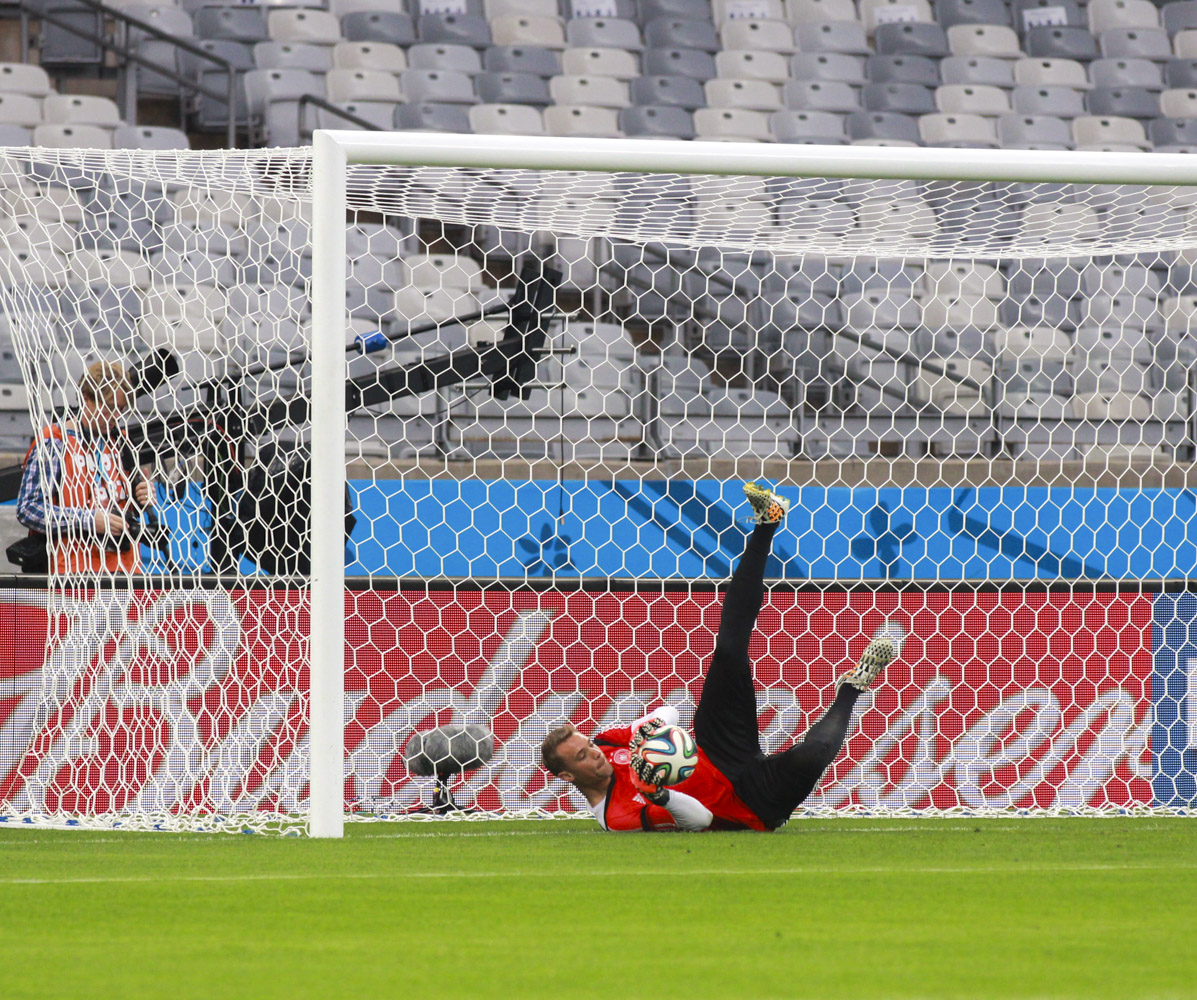
試合前練習に臨むマヌエル・ノイアー

ブラジルのキャプテンのチアゴ・シウヴァがコロンビア戦でイエローカードを貰い、次のドイツ戦は累積警告のため出場停止となった。これに対しブラジルサッカー連盟が処分を取り消すよう国際サッカー連盟に求めたが、変更は無かった。更に、追い打ちを掛けるようにエースのネイマールも同じくコロンビア戦でフアン・スニガと衝突して脊椎を骨折してしまい、残り試合の出場も不可能となった。ダンテとベルナルジがそれぞれチアゴ・シウヴァとネイマールの代わりに先発出場し、ルイス・グスタヴォが累積警告による出場停止から復帰した。対するドイツは準々決勝からのメンバー変更は無かった。
ブラジルのGKジュリオ・セザールと、チアゴ・シウヴァに代わりキャプテンを務めるダヴィド・ルイスがブラジルの国歌斉唱の際にネイマールのユニフォームを掲げ、ネイマールに声援を送った。

## 試合経過

### 前半

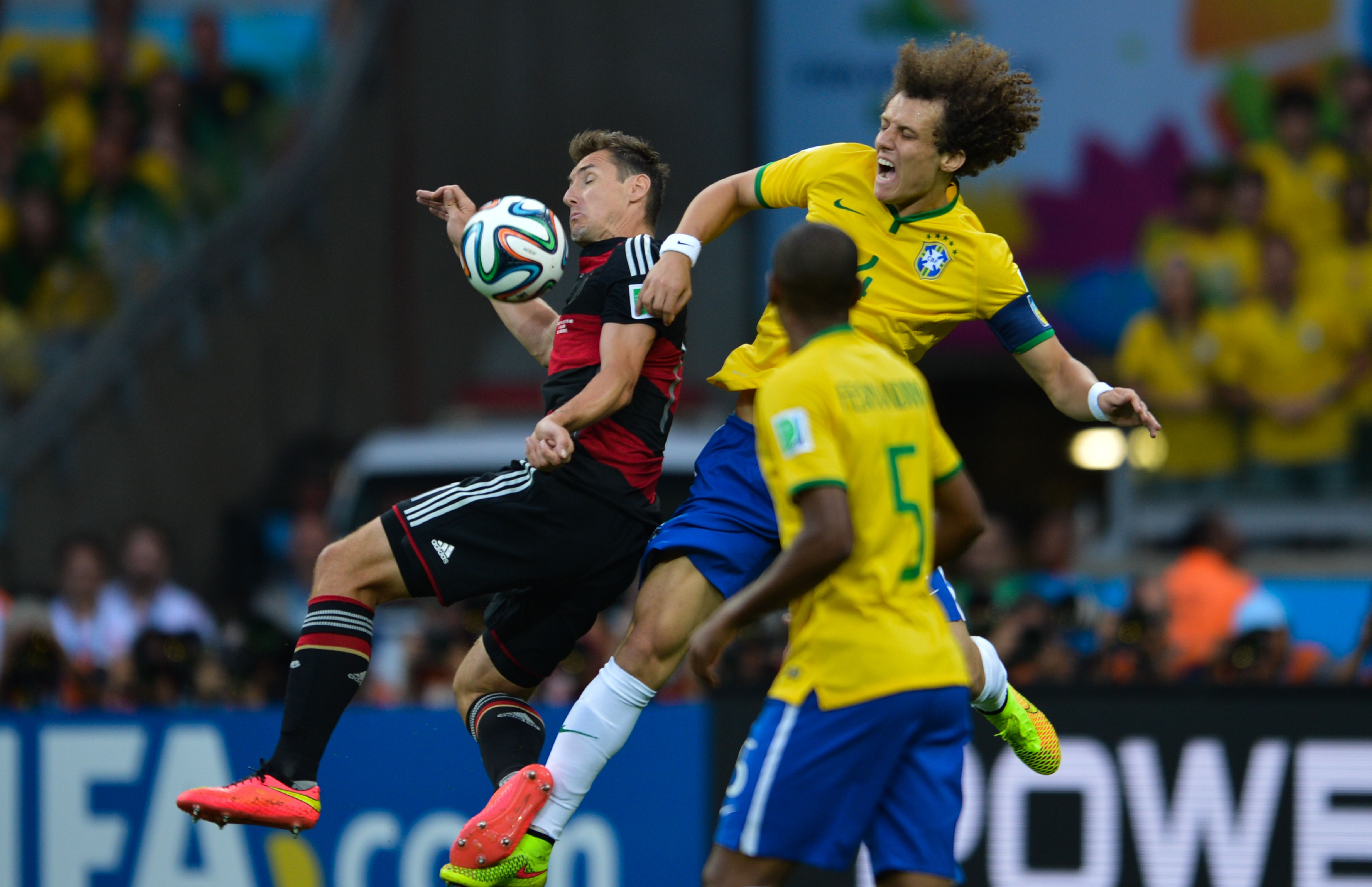
ミロスラフ・クローゼと競り合うダヴィド・ルイス。

両チームとも、攻撃的にスタートした。ブラジルのマルセロが3分にオープニングシュートを打ち、ドイツのサミ・ケディラも7分にシュートを打つがこれは味方に当たってしまった。試合が動いたのは11分、ドイツの初めてのコーナーキックからだった。トーマス・ミュラーがペナルティーエリア内でダヴィド・ルイスのマークを外し、トニ・クロースが蹴ったボールに合わせてゴールネットを揺らした。ダヴィド・ルイスもミュラーへのマークを外さまいと追うが、ミロスラフ・クローゼとそのマークに当たっていたフェルナンジーニョに行く手を阻まれ、ミュラーにフリーの形でゴールを許すことになった。
ブラジルもすぐに反撃に出たが、得点は奪えなかった。23分、ドイツが追加点を挙げた。右サイドに張っていたミュラーから中央にいたトニ・クロースへのグラウンダーのパスをフェルナンジーニョがインターセプトを試みるが失敗し、クロースがフリーの状態で右サイドからペナルティーエリア内に走りこんでいたミュラーへとパス。ミュラーはミロスラフ・クローゼにワンタッチパス。クローゼが打ったシュートはジュリオ・セザールに防がれるが、跳ね返りを再び蹴り込んだ。クローゼはこのゴールでワールドカップ通算得点を16とし、15得点で並んでいたロナウドの記録を抜いて単独一位に躍り出た。
クローゼのゴールを皮切りに、ドイツが一気に攻勢に出た。24分、メスト・エジルがオーバーラップしていたフィリップ・ラームへスルーパス。ドイツの右サイドバックであるラームは対人するブラジルの左SBマルセロの軽い守備を剥がすグラウンダーのクロスを中央へと送る。中央で待ち構えていたミュラーはフェルナンジーニョのマークを意識しスルー、中央やや左の位置でノーマークのクロースがボレーで合わせてゴールを決め、3-0とする。直後の26分にはダンテからのパスを受けたフェルナンジーニョがあっさりクロースにボールを奪われ、ケディラとのワンツーパスでディフェンスを崩しゴール。さらに29分、今度はケディラがメスト・エジルとのパス交換からマークに付いていたマイコンとダンテを翻弄し、ゴールを決め、5-0とする。ドイツの5ゴールは前半、それも試合開始から30分で挙げたもので、内4ゴールが6分間で決められた。一方、ブラジルが前半に放った枠内シュートはゼロである。会場に詰めかけた多くのブラジルサポーターは前半だけで5点ものビハインドを負ったことにショックを受け、涙を流す者もいた。前半45分終了のホイッスルが鳴ると、スタジアムはブラジルサポーターのブーイングに包まれ、ハーフタイムを迎えた。

### 後半

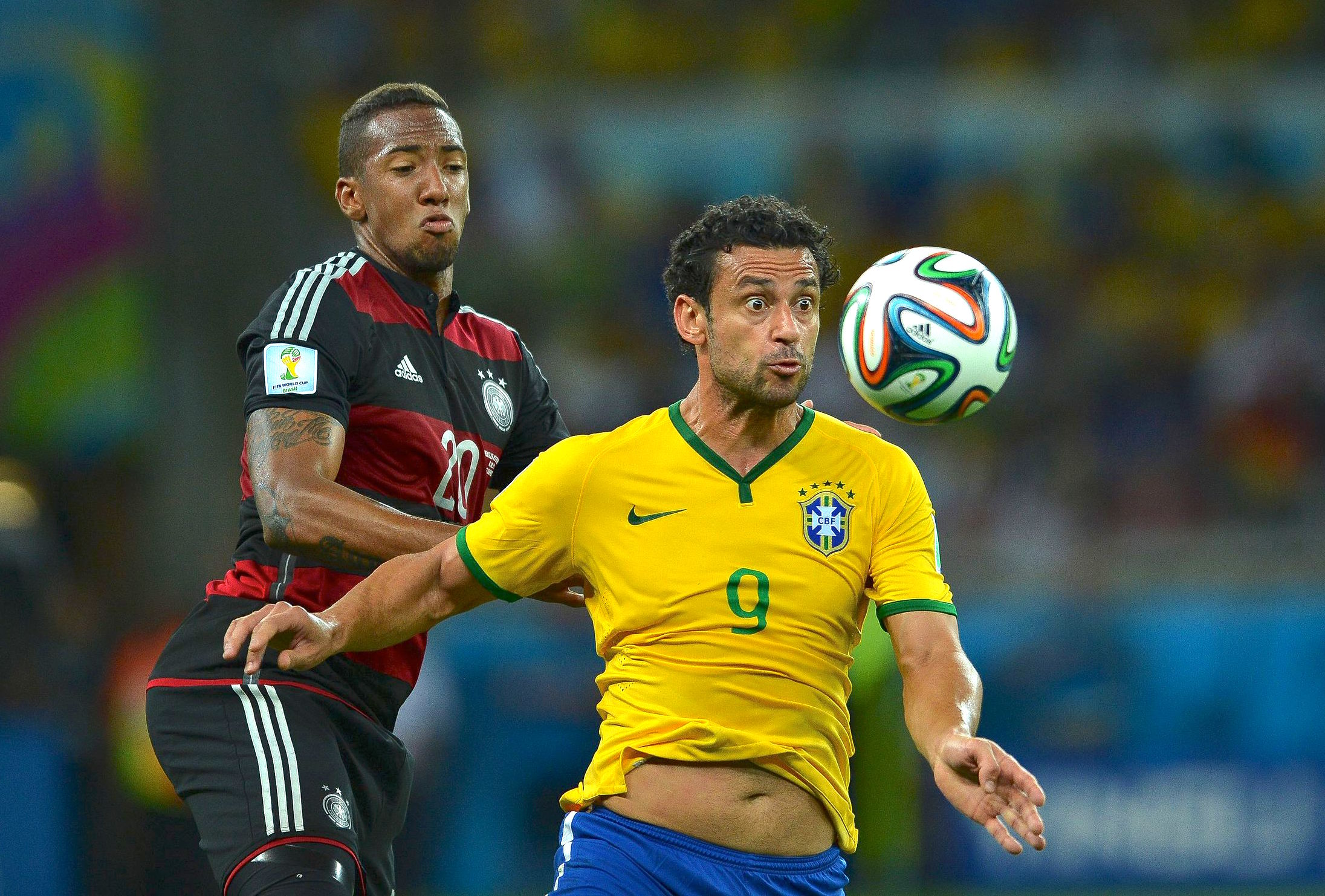
フレッジとマッチアップするジェローム･ボアテング。

後半開始早々、ブラジルはフェルナンジーニョに替えてパウリーニョ、フッキに替えてラミレスを投入して反撃に出た。序盤、オスカル、パウリーニョ、フレッジがシュートを放つが、いずれもマヌエル・ノイアーがセーブした。後半開始から攻勢に出たブラジルだったが、先に得点を奪ったのはドイツだった。69分、途中出場のアンドレ・シュールレがラームからのクロスに合わせ、この試合6点目のゴール。さらに79分、今度はミュラーからのクロスに再びシュールレが合わせて得点を挙げた。この時点で、スコアは0-7。ブラジルサポーターはドイツにスタンディングオベーションを送り、シュールレのゴールに拍手喝采しドイツのパスに声援を送り始めた。ブラジルは試合終了間際の90分にオスカルが一点を返して1-7としたが、最早焼け石に水となった。この試合でブラジルは最大差敗戦記録に並び（1920年の南米選手権でウルグアイに0-6で敗れて以来）、ホームでの無敗記録も62でストップした。ブラジルの選手は大ブーイングを浴び、涙を流しながらピッチを後にした。

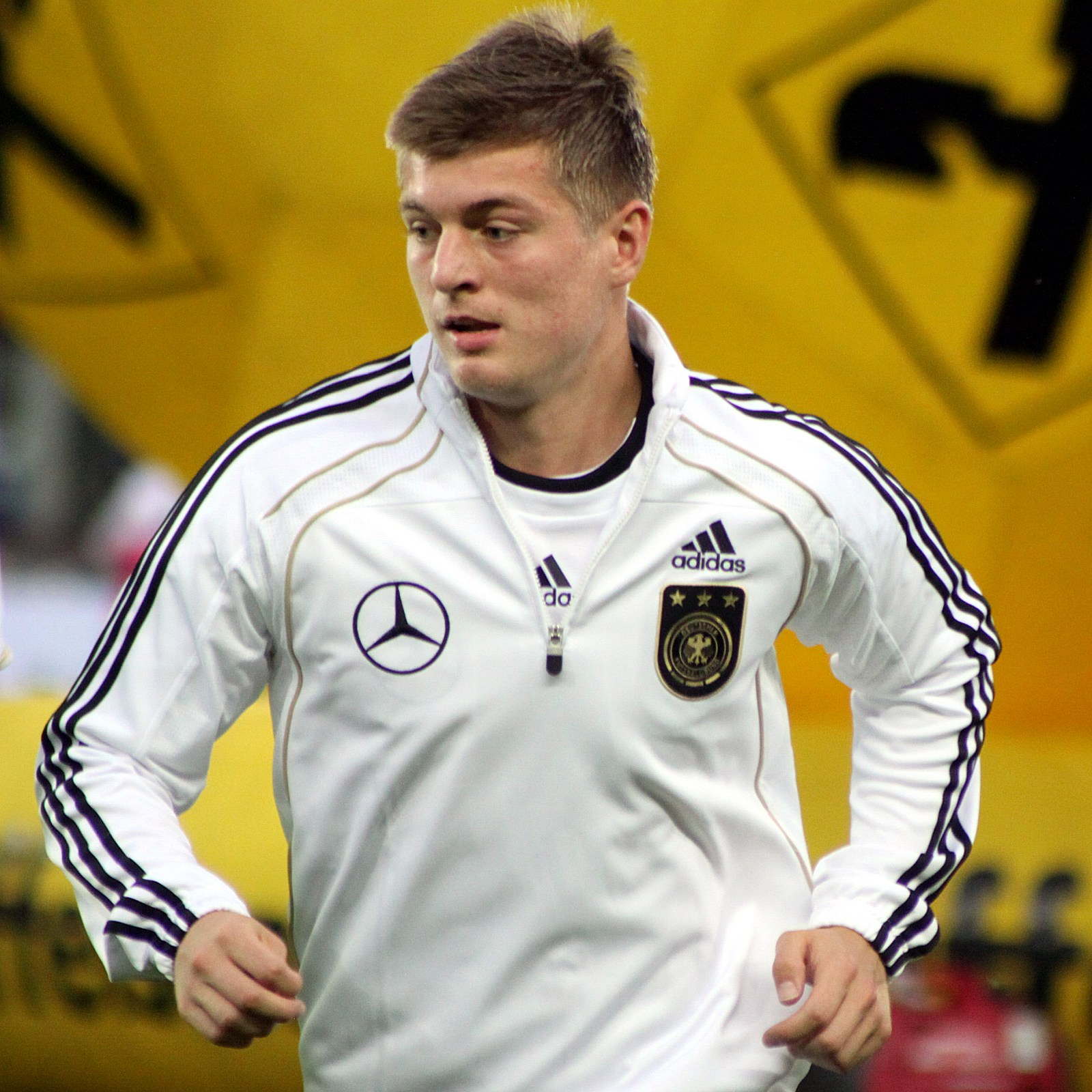
この試合のマンオブザマッチを受賞したトニ・クロース

なお、この試合のマンオブザマッチには前半だけで2得点1アシストの活躍をみせたクロースが選出された。

### 詳細
| 2014年7月9日 05:00 (UTC+9) |

| ブラジル      | 1 - 7  | ドイツ                                                                                      |
| オスカル 90分 | Report | ミュラー 11分 · クローゼ 23分 · クロース 24分, 26分 · ケディラ 29分 · シュールレ 69分, 79分 |

| ミネイロン（ベロオリゾンテ） 観客数: 58,141人 主審: マルコ・ロドリゲス (メキシコ) |

| ブラジル | ドイツ |

| ブラジル                     |    |                            |      |      |
|                              |    |                            |      |      |
| GK                           | 12 | ジュリオ・セザル           |      |      |
| RB                           | 23 | マイコン                   |      |      |
| CB                           | 4  | ダヴィド・ルイス           |      |      |
| CB                           | 13 | ダンテ                     | 68分 |      |
| LB                           | 6  | マルセロ                   |      |      |
| CM                           | 17 | ルイス・グスタヴォ         |      |      |
| CM                           | 5  | フェルナンジーニョ         |      | 46分 |
| RW                           | 7  | フッキ                     |      | 46分 |
| AM                           | 11 | オスカル                   |      |      |
| LW                           | 20 | ベルナルジ                 |      |      |
| CF                           | 9  | フレッジ                   |      | 69分 |
| サブメンバー                 |    |                            |      |      |
| GK                           | 1  | ジェフェルソン             |      |      |
| GK                           | 22 | ヴィクトル                 |      |      |
| DF                           | 2  | ダニエウ・アウヴェス       |      |      |
| DF                           | 3  | チアゴ・シウバ（出場停止） |      |      |
| DF                           | 14 | マクスウェル               |      |      |
| DF                           | 15 | エンリケ                   |      |      |
| MF                           | 8  | パウリーニョ               |      | 46分 |
| MF                           | 16 | ラミレス                   |      | 46分 |
| MF                           | 18 | エルナネス                 |      |      |
| MF                           | 19 | ウィリアン                 |      | 69分 |
| FW                           | 10 | ネイマール（離脱）         |      |      |
| FW                           | 21 | ジョー                     |      |      |
| 監督                         |    |                            |      |      |
| ルイス・フェリペ・スコラーリ |    |                            |      |      |

| ドイツ           |    |                                        |  |      |
|                  |    |                                        |  |      |
| GK               | 1  | マヌエル・ノイアー                     |  |      |
| RB               | 16 | フィリップ・ラーム                     |  |      |
| CB               | 20 | ジェローム・ボアテング                 |  |      |
| CB               | 5  | マッツ・フンメルス                     |  | 46分 |
| LB               | 4  | ベネディクト・ヘーヴェデス             |  |      |
| CM               | 6  | サミ・ケディラ                         |  | 76分 |
| CM               | 7  | バスティアン・シュヴァインシュタイガー |  |      |
| RW               | 13 | トーマス・ミュラー                     |  |      |
| AM               | 18 | トニ・クロース                         |  |      |
| LW               | 8  | メスト・エジル                         |  |      |
| CF               | 11 | ミロスラフ・クローゼ                   |  | 58分 |
| サブメンバー     |    |                                        |  |      |
| GK               | 12 | ロン＝ロベルト・ツィーラー             |  |      |
| GK               | 22 | ローマン・ヴァイデンフェラー           |  |      |
| DF               | 2  | ケヴィン・グロスクロイツ               |  |      |
| DF               | 3  | マティアス・ギンター                   |  |      |
| DF               | 15 | エリック・ドゥルム                     |  |      |
| DF               | 17 | ペア・メルテザッカー                   |  | 46分 |
| DF               | 21 | シュコドラン・ムスタフィ（離脱）       |  |      |
| MF               | 14 | ユリアン・ドラクスラー                 |  | 76分 |
| MF               | 19 | マリオ・ゲッツェ                       |  |      |
| MF               | 23 | クリストフ・クラマー                   |  |      |
| FW               | 9  | アンドレ・シュールレ                   |  | 58分 |
| FW               | 10 | ルーカス・ポドルスキ                   |  |      |
| 監督             |    |                                        |  |      |
| ヨアヒム・レーヴ |    |                                        |  |      |

| Man of the Match: トニ・クロース (ドイツ) 副審: マルヴィン・トレンテラ (メキシコ) マルコス・キンテロ (メキシコ) 第4の審判: マーク・ガイガー (アメリカ合衆国) 予備副審: ショーン・ハード (アメリカ合衆国) |

### スタッツ

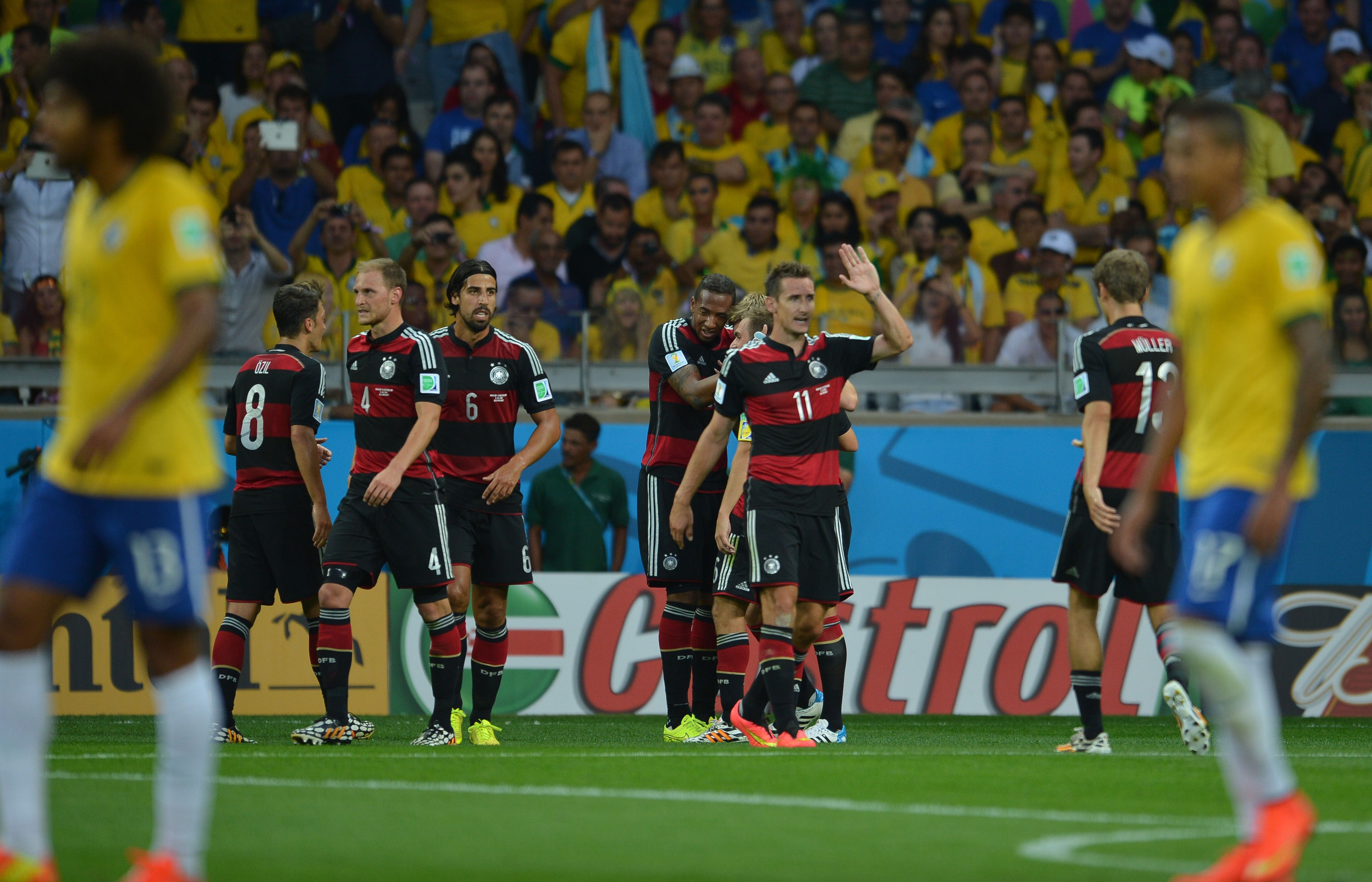
トニ・クロースのゴールを祝福するドイツの選手たち。

| スタッツ       | ブラジル | ドイツ |
| -------------- | -------- | ------ |
| 得点           | 1        | 7      |
| シュート       | 18       | 14     |
| 枠内シュート   | 8        | 10     |
| ボール支配率   | 52%      | 48%    |
| コーナーキック | 7        | 5      |
| ファール       | 11       | 14     |
| オフサイド     | 3        | 0      |
| 警告           | 1        | 0      |
| 退場           | 0        | 0      |

## この試合で達成された記録

### 大会記録
- 準決勝・決勝での最大得点差試合記録を更新[21][27]。
- 開催国の最大差敗北試合の記録を更新[21][27]。
- 試合終了時点で本大会での通算ゴール数は167ゴールに達し、1998年大会の171ゴールに次いで歴代単独2位となった[21]。
- 枠内シュート数は合計18本であり、90分以内での枠内シュート数では本大会最多[21]。
- ドイツは6分間で4得点を挙げたが、これはワールドカップで4得点を挙げた最短記録である[28]。それまでは、1954年大会のオーストリアと1982年大会のハンガリーの7分間が最短[29]。
- ワールドカップ開催国の最多失点記録に並ぶ（1954年大会でスイスがオーストリアに5-7で敗れて以来。）[28]。
- ドイツの通算得点記録が223得点に達し、ブラジルの221得点を抜いて歴代最多となった[27]。
- クローゼは、この試合の得点でワールドカップ通算得点を16得点とし、ロナウドの15得点を抜いて歴代最多となった（なお、ロナウドはこの試合を解説者として観戦していた。）[30]。
- クロースが69秒で決めた2ゴールは、同一選手が決めた2ゴールとして歴代最短である[27]。

### ブラジル
- この試合で、最大差敗北試合記録に並んだ（1920年の南米選手権でウルグアイに0-6で敗れて以来。[27][31]）。
- ホーム開催での無敗記録も62でストップした（無敗記録は、コパ・アメリカ1975年大会でペルーに1–3で敗れたのを最後に続いていたが、奇しくもこの試合もミネイロンで開催されていた。[32][33]）。
- ホーム開催での7失点は過去最多（最多失点は、1934年のユーゴスラビアとの親善試合での8失点[28]）。5失点以上も1938 FIFAワールドカップでポーランドに6–5で勝利して以来、4失点以上も1954 FIFAワールドカップでハンガリーに2–4で[21] 敗れて以来。
- ワールドカップでの最大得失点差記録を更新（それまでは、1998 FIFAワールドカップ・決勝でフランスに0-3で敗れたのが最大[34]。）。
- 対ドイツ戦での得失点差記録を更新（1986年の親善試合で0–2で敗れた試合が最大の記録だった[21]。）。

### ドイツ
- 8回目の決勝進出は単独最多[21]。
- 準決勝で史上初の7得点[21][27]。

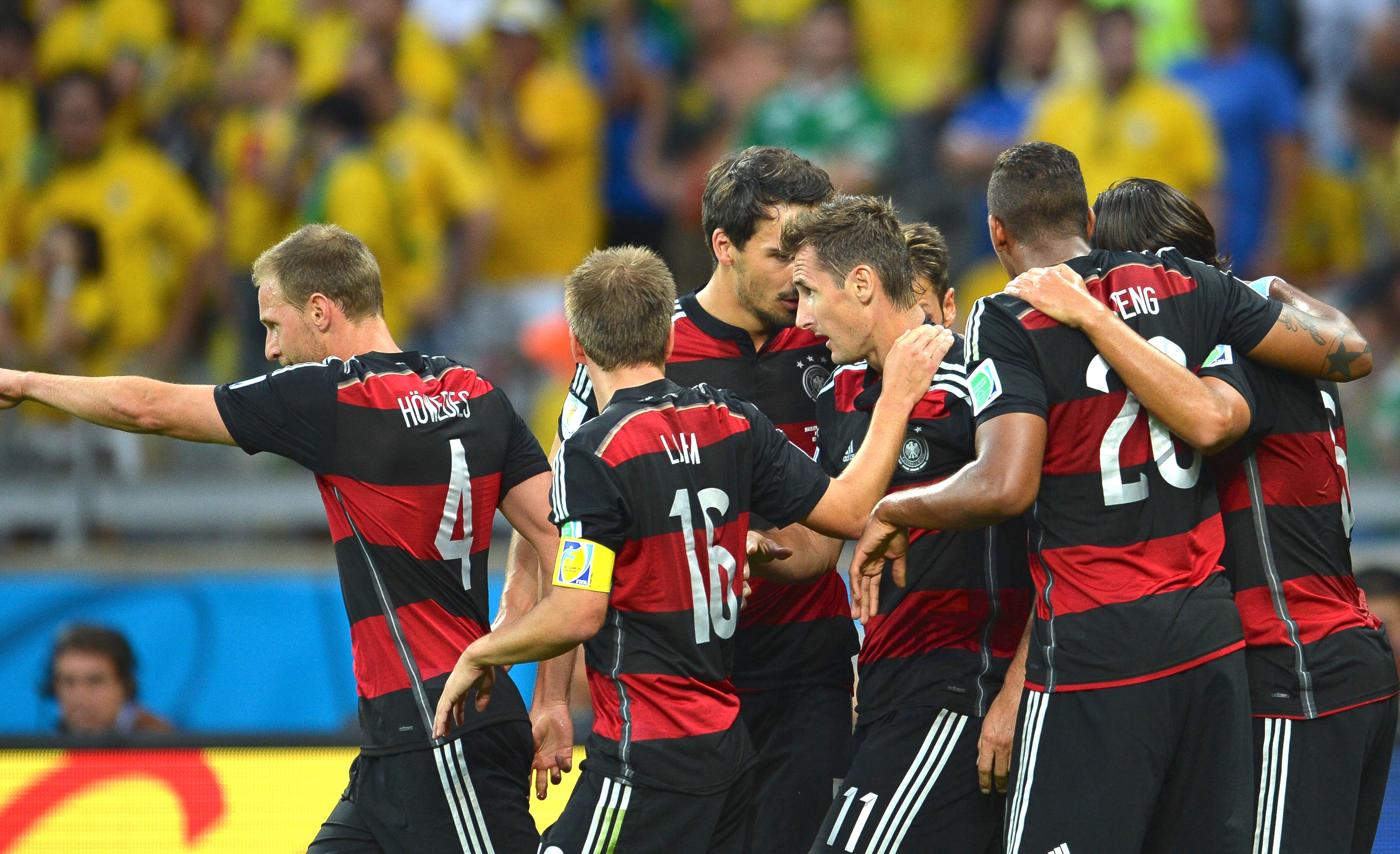
ミロスラフ・クローゼのゴールを祝福するチームメイト。クローゼは、この得点で歴代最多得点保持者となった。

- 前半戦の最多得点記録を更新（それまでは2002年大会サウジアラビア戦での4得点が最多。なお、この試合の最終スコアは8–0でドイツの最大差勝利試合でもある。）[28]。
- 前半戦だけで5得点を挙げたチームはドイツで3チーム目（1チーム目はユーゴスラビアで1974年大会ザイール戦で達成、2チーム目はポーランドで1974年大会ハイチ戦で達成)[35][36] 。
- クローゼは、ワールドカップ16勝目でブラジルのカフーに並んで最多タイとなり、ワールドカップ出場は23試合目でイタリアのパオロ・マルディーニに並び歴代2位タイとなった（歴代最多は、ドイツのローター・マテウスの25試合。)。なお、決勝トーナメント出場数は13試合目でカフーとマテウスよりも多い[21]。準決勝での出場は4回目で歴代最多となった(それまでは、ウーヴェ・ゼーラーの3回が最多である。)[37] 。
- ワールドカップ2大会でそれぞれ5得点以上した選手は、ドイツのトーマス・ミュラーで3人目(他2人はクローゼとペルーのテオフィロ・クビジャス) 2大会連続ではクローゼに続き2人目[28] 。
- ミュラーのゴールは、ドイツ代表全体の2,000ゴール目[36]。

## 反響

### サッカー選手
ブラジルのグアルジャにある自宅でテレビ観戦していたネイマールは、ドイツが5点目を決めた後、テレビのスイッチを切り、ポーカーをしに行ったという。その一方で、1-7のスコアにもかかわらず「チームの一員であることを誇りに思う」と語り、チームメイトへのサポートを表明した。
ルイス・フェリペ・スコラーリブラジル代表監督は、この結果を「ブラジル代表の史上最悪の敗戦」と述べ、敗戦の責任をすべて認めた。スコラーリはこの試合が行われた日を「人生最悪の日」と呼び、大会後に監督を辞任した。
この試合でキャプテンマークを巻いてプレーしたダビド・ルイスとGKのジュリオ・セザールは、ブラジル国民に謝罪の言葉を述べた。なお、ジュリオ・セザールは次回大会時に代表GKとしてプレーすることが年齢的に見通しづらい点などを理由に、今大会限りでブラジル代表から引退した
大会を通じて不振に陥っていたフレッジは「自身とチームメイトのキャリアで最悪の敗北だった」と語り、彼もまたブラジル代表からの引退を発表した。
試合後、ドイツの選手や監督たちはブラジル代表を慰める言葉をかけた。
ブラジルのサッカー界の象徴であるペレは、「私はいつも、サッカーは驚きの箱だと言ってきた。ブラジルはロシアで6つ目のタイトルを取ろうとするだろう。ドイツ、おめでとう」とコメントを残した。1970年に優勝したブラジル代表のキャプテン、カルロス・アウベルトは、ブラジルが負けたのは「もう勝った」という気持ちのせいだと語った。また、「ドイツは私が見たいようなプレーをしたし、この試合のスコラーリの戦術は自殺行為だった」と付け加えた。対照的に、アルゼンチンのディエゴ・マラドーナは、ブラジルの敗戦を嘲笑する歌を歌う姿が目撃されていた。

### 社会
ドイツではZDFが放送したこの試合の視聴者数は3257万人、視聴率は87.8%に達し2010 FIFAワールドカップのドイツ対スペインの試合を抜いて同国の最高視聴率を記録した。対照的に、ブラジルのヘジ・グローボの視聴者はドイツがゴールを決めるたびに減っていった。

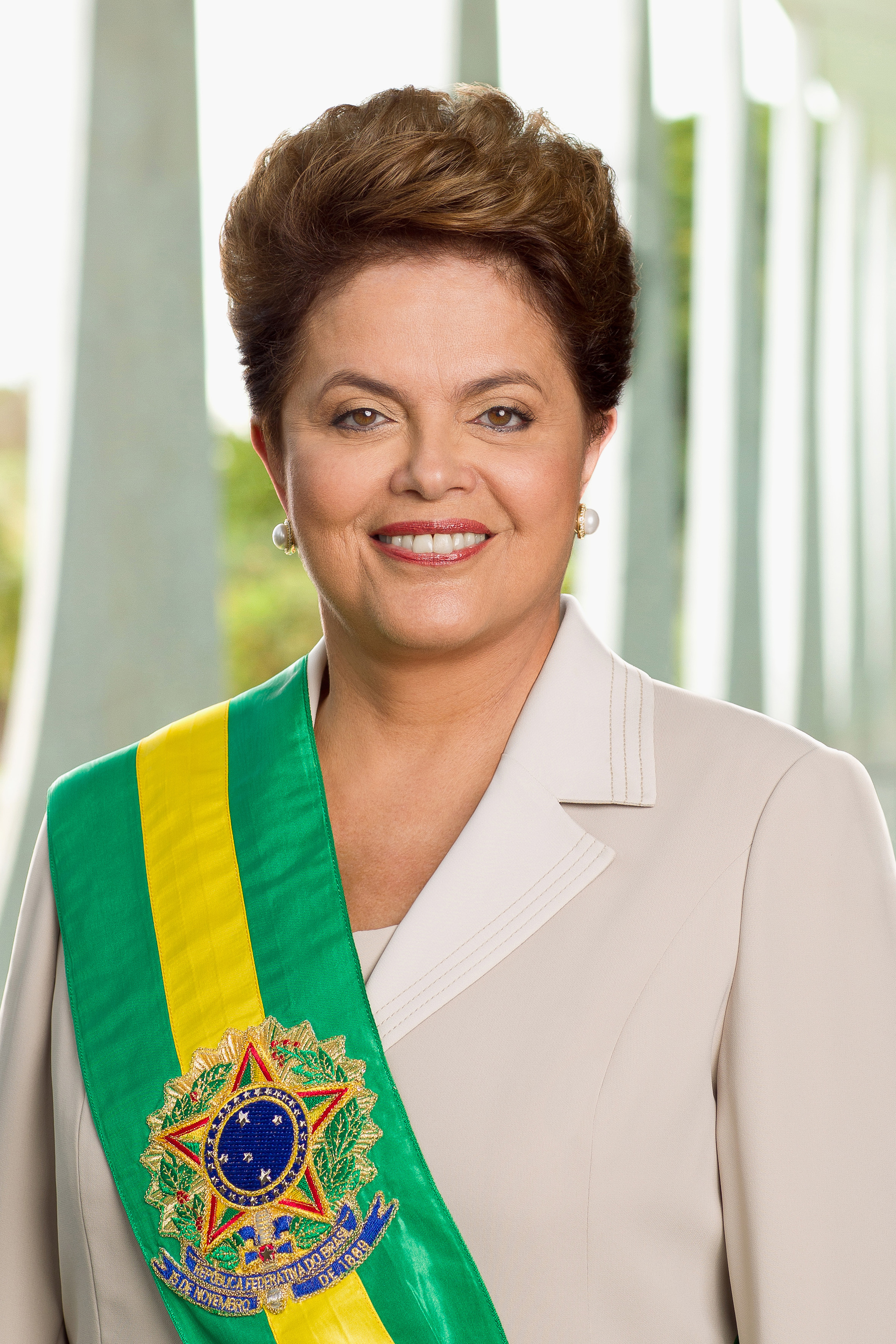
当時のブラジル大統領であったジルマ・ルセフ

この試合はTwitter上でも話題になり、3560万ツイート以上を記録し、第48回スーパーボウルの2490万ツイートを抜いてスポーツ関連のツイート数として歴代最多となった。ブラジル大統領のジルマ・ルセフもTwitterで「全国民のように、敗北に深く悲しんでいる」とツイートした。
母国開催での優勝への期待と、その後の敗北のショックからメディアやFIFAはこの試合を母国開催だった1950年大会でウルグアイに敗れ、優勝を逃した「マラカナンの悲劇」になぞらえてMineirazo（直訳でミネイロンの衝撃）と呼んだ。
試合後、ドイツのサポーターは警備員による厳重警護の元、スタジアムを後にした。リオデジャネイロでは多数の略奪行為が行われた。サンパウロでは市民がブラジルの国旗やバスを燃やし、家電量販店を略奪した。

### メディア
ブラジルの新聞は、この試合を"史上最大の恥" (Lance!)、"歴史的屈辱" (Folha de S. Paulo)、"ブラジルは殺された" (O Globo)、といった見出しで結果を酷評した。一方で、ドイツのビルト紙は"稲妻のドイツ代表"が"7–1の狂喜"をもたらしたと報じ、フランスのレキップ紙は簡潔に"大惨事"と表現した。イギリスのSky SportsのMatthew Stanger記者は"最大の困惑"と書き、アメリカのESPNのMiguel Delaneyはこの試合をMineirazoと呼んだ。イギリスのガーディアン紙のBarney Ronayは"今までで最も屈辱的なワールドカップ開催国"と書き、イギリスのインデペンデント紙のJoe Callaghanは"ブラジルサッカー史上最も暗い夜"と書いた。
ザ・ローリング・ストーンズのミック・ジャガーはFIFAワールドカップで「ミックが応援したチームは負ける」とのジンクスがあり、2010年南アフリカ大会ではミックが応援した母国のイングランドをはじめ、アメリカ、ブラジルが相次いで負けていた。2014年ブラジル大会でもザ・ローリング・ストーンズの公演で「勝つだろう」と口にしたポルトガルやイタリアがグループリーグで敗退し、さらには試合当日に自身のTwitterに応援メッセージを残したイングランドも敗れ、スタジアムで観戦しなくてもミックがコメントしただけで負けるとまで言われるようになっていた。この準決勝でミックはブラジル出身の妻・息子と共に観戦したが、その際にはジンクスを気にしてかブラジルのシャツを着ずにイングランド・チームのキャップをかぶっており、ジンクスを危惧したブラジル・サポーターはスタジアムにミックの写真パネルに「Go Germany!」と吹き出しが付いた「厄除け」のパネルを持ち込むことまでしていた。しかし、結果はブラジルの大敗に終わったためブラジルのテレビ局はミックが観戦すると応援したチームは必ず敗北するという「最大の悪運のジンクスがある」と紹介した上で、今回のブラジルの大敗もまたそのジンクスの犠牲となったと報じた。これに対しミックは、イギリスのザ・サンのインタビューに「ドイツの1点目は僕のせいでもいい、あとは知らないよ」と答えている。

## その後
ブラジルは7月12日の3位決定戦でオランダに0-3で敗れた。ブラジルはこれで大会合計14失点となり、ブラジルおよびワールドカップ開催国史上最多、歴代でもベスト4に進出した国（7試合行った国に限る）の中では1986 FIFAワールドカップでのベルギーの15失点に次いでワースト2位の記録を残すこととなった。
一方のドイツは、7月13日の決勝でアルゼンチンに1-0で勝利し通算4回目、東西ドイツ統一後初となる優勝を飾った。ドイツはまた同時に、初めて南米で開催されたワールドカップで優勝した欧州チームとなった。
ブラジルがホームで連敗したのは1940年以来のことで、敗北を受けてルイス・フェリペ・スコラーリ監督は7月15日に辞任した。1週間後、ブラジルサッカー連盟は2010年まで代表を率いていたドゥンガの監督就任を発表した。
次にロシア連邦で開催された2018 FIFAワールドカップでは、ブラジルは準々決勝まで進出し、ベスト8という成績を残したが、ドイツはグループリーグでメキシコと韓国にそれぞれ0対1、0対2で敗れ敗退した。